# 신화 (1993년 드라마)
《신화》는 1993년 4월 9일에 MBC에서 기획 특집으로 방영되었던 우리시대 자화상을 그린 사회 드라마이다. 1969년 ‘김근하 어린이 유괴살인 사건’으로 구속된 김기철의 실화를 극화한 것으로, 여론과 법의 폭력 속에서 희생당하는 연약한 한 개인의 처절한 삶을 통해 인간성의 문제를 조명하였다. 2부작으로 1부 ‘태수의 겨울’, 2부 ‘누가 그를 보았는가’로 구성되었으며 같은 날 연속으로 방영되었다. 또한 연극배우로 활약하던 배우 조재현이 MBC에 처음 출연하였으며 연기로도 호평을 받았다.

## 출연진
- 조재현 : 김기철 역
- 김용림 : 기철의 어머니 역
- 김병기 : 검사 역
- 정동환 : 조민재 기자 역
- 유인촌 : 변호사 역
- 이대로
- 윤순홍
- 서갑숙
- 신윤정
- 정한헌
- 이승우

## 줄거리
해병대 출신의 건장한 체구를 가진 태수는 넉넉하지는 않지만 그래도 열심히 살아가고 돌아오는 봄이면 정은과 결혼을 하려고 한다. 정은은 반대하는 부모를 열심히 설득해서 겨우 승낙을 받아낸다. 양가 부모가 만나기로 한 날 부모와 함께 약속 장소에 가려고 집으로 돌아오던 태수는 영문을 모른 채 들이닥친 형사들에 의해 어린이 유괴살인 사건의 범인으로 지목받아 강제 연행된다. 태수는 거듭하여 범행을 부인하지만 경찰과 검찰의 온갖 회유와 물리적인 폭력으로 자백을 받아내려고 하고, 결국 강제된 자백과 언론의 폭력에 마치 악마의 표상 같은 인물로 매도되며 결국 1심 재판에서 사형 선고를 받는다. 하지만 기자와 변호사의 끈질긴 노력 끝에 2심에서는 ‘증거 불충분’으로 무죄를, 마지막 3심에서는 무죄 확정 판결을 받으며 체포된 지 447일 만에 출소하게 된다.
그러나 무죄판결을 받고 사회로 복귀하지만 결혼을 약속했던 정은은 떠나가고 충격을 받은 어머니는 심장마비로 세상을 떠나고 만다. 변호사와 기자의 도움으로 몇 군데 취직하여 재활을 꿈꾸며 노력하지만, 용의자였다는 이유만으로 여전히 의혹의 눈초리로 인해 법적으로 무죄였지만, 사회적으로는 ‘유죄’인 상태에서 살다가 젊은 나이에 인생을 마친다.